# Christoph Cormeau
Christoph Cormeau (* 1938; † 1996) war ein deutscher Altgermanist mit Schwerpunkt deutschsprachige Literatur und Sprache des Mittelalters.

## Werdegang
Cormeau war nach Stationen u. a. in München zuletzt Professor für Ältere Germanistik an der Rheinischen Friedrich-Wilhelms-Universität Bonn. Sein wissenschaftliches Leben, Forschen und Publizieren befasste sich immer wieder auch mit Hartmann von Aue. Neben wissenschaftlichen Einzelstudien war er hier auch an der Edition der Texte in der Reihe der Altdeutschen Textbibliothek beteiligt.
Am 6. Juli 1996 hielten der damalige Dekan der Philosophischen Fakultät, Helmut Roth, sowie die Germanisten Thomas Klein, Burghart Wachinger, Helmut Tervooren und Thomas Bein Reden auf den Verstorbenen und erinnerten an ein engagiertes Mitglied der Philosophischen Fakultät der Universität Bonn (Roth), an einen engagierten Kollegen am Germanistischen Seminar (Klein) sowie an die gemeinsame Münchner (Wachinger) bzw. Bonner Zeit (Tervooren). Thomas Bein wiederum erinnerte an Christoph Cormeau als akademischen Lehrer und Chef.

## Werke
- Hartmanns von Aue „Armer Heinrich“ und „Gregorius“: Studien zur Interpretation mit dem Blick auf die Theologie zur Zeit Hartmanns. München: C. H. Beck 1966 (Münchener Texte und Untersuchungen zur deutschen Literatur des Mittelalters 15).[1]
- zusammen mit Hugo Kuhn: Hartmann von Aue. Darmstadt 1973 (Wege der Forschung 359).
- Wigalois und Diu Crône. Zwei Kapitel zur Gattungsgeschichte des nachklassischen Aventiureromans. München 1977.
- Deutsche Literatur im Mittelalter. Kontakte und Perspektiven. Hugo Kuhn zum Gedenken. Hrsg. von Christoph Cormeau. Stuttgart 1979.
- als Herausgeber: Zeitgeschehen und seine Darstellung im Mittelalter. L’actualité et sa représentation au Moyen Âge. Bonn 1995.
- zusammen mit Wilhelm Störmer: Hartmann von Aue: Epoche, Werk, Wirkung. München ³2007 (Arbeitsbücher zur Literaturgeschichte).[2]